# アビー・ホフマン
アボット・ハワード・“アビー”・ホフマン（Abbot Howard "Abbie" Hoffman、1936年11月30日 - 1989年4月12日）は、アメリカ合衆国の政治活動家である。青年国際党（イッピー）の共同創立者であり、また、「フラワーパワー」と呼ばれる非暴力抵抗運動を主導した。
1968年にシカゴで行われた民主党全国大会で暴動を扇動したとして起訴されたシカゴ・セブンの一人である:4。7人のうちホフマンを含む5人が有罪判決を受けたが:8、控訴審で無罪となり、司法省は上告を断念した:9。
ホフマンは1970年代に入っても活動を続け、ベトナム反戦運動と1960年代のカウンターカルチャーの象徴とみなされている。

## 若年期と教育
ホフマンは1936年11月30日にマサチューセッツ州ウースターのユダヤ系の中流家庭に生まれた。ホフマンが幼少期を過ごした1940年代から1950年代にかけては「ビートニクとヒッピーの間の過渡世代」と呼ばれる。
学生時代は、喧嘩や悪戯を始めたり、学校の備品を破壊したり、教師をファーストネームで呼んだりなど、「トラブルメーカー」として知られていた。地元の公立高校に入学したが、高校2年生の時、無神論者だったホフマンは「神は存在しない。もし存在するならこの世に苦しみはないはずだ」という論文を書いた。教師は怒ってその論文を破り捨て、ホフマンのことを「共産主義者のくず」(a Communist punk)と呼んだ。ホフマンはその教師に飛びかかって暴力を振るったため、拘束され、学校を退学させられた。退学後の1954年6月3日には、無免許運転で初めて逮捕された。その後、私立学校のウースター・アカデミーに入学して1955年に卒業した。高校生の頃のホフマンは、バイクに乗り、レザージャケットを着て髪型をダックテイルにするというような、1950年代の反抗的な学生によく見られる行動を取っていた。
ウースター・アカデミーを卒業後、近くにあるブランダイス大学に入学した。大学では、人間性心理学の生みの親とされるアブラハム・マズローから心理学を学んだ。また、同学の教授でマルクス主義者のヘルベルト・マルクーゼに師事し、政治観に大きな影響を受けた。1959年に心理学の学士号を取得して卒業した。同年の秋にカリフォルニア大学バークレー校に入学し、心理学の修士号を取得した。

## カウンターカルチャー・アクティビズム

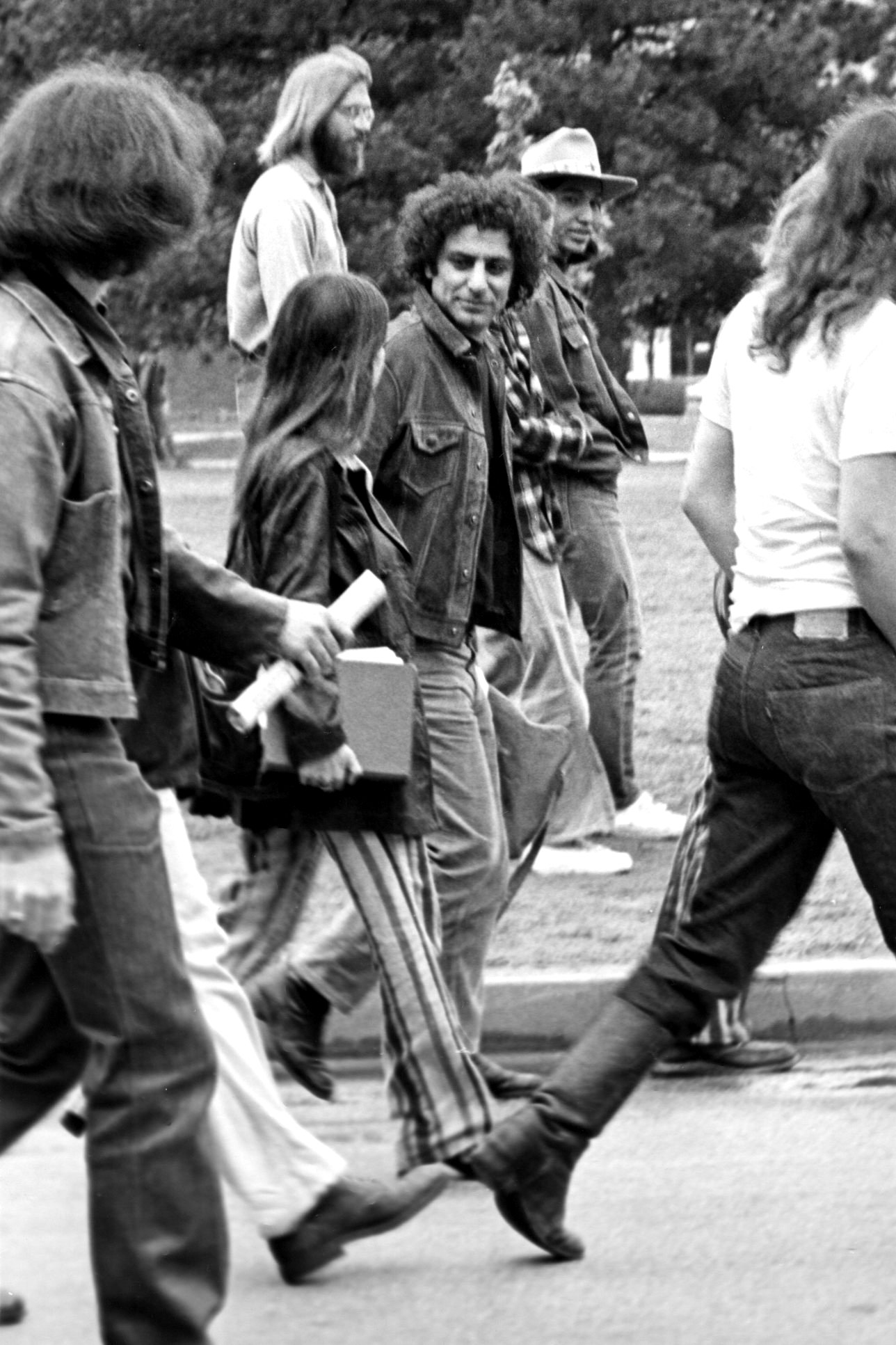
ベトナム反戦運動のためにオクラホマ大学を訪問中のホフマン（中央。1969年頃）

### 初期の活動
ホフマンがイッピー運動の中心人物として活動するようになる以前、彼は学生非暴力調整委員会(SNCC)に所属し、アメリカ南部の公民権運動を支援するための物品を販売する「リバティ・ハウス」を運営していた。
1966年の終わり頃、ホフマンは過激な活動家集団「ディガーズ」と出会い、そのイデオロギーを学んだ。その後、ニューヨークに戻って、その知識を元に本を出版したが、この行為はディガーズの他のメンバーからは違背だとみなされた。ディガーズの共同設立者であるピーター・コヨーテは次のように説明している。
私の友人だったアビーはメディアジャンキーでした。我々はあの男に全てを説明したのですが、彼は我々が教えたことに全て背いたのです。アビーが戻って最初にしたことは、自分の写真が載った本の発行でした。その本には、当時ニューヨークで流行っていた、スカースデイルから来た不満を持つ少年たちをカモにする詐欺の全ての手法が書かれており、ロウアー・イースト・サイドの貧民による詐欺が一掃されたのです。
1967年8月24日、ホフマンは運動のメンバーを率いてニューヨーク証券取引所のギャラリーに乗り込み、証券投資家たちに向かって大量の紙幣を投げつけた。その紙幣は、一部のみが本物で、残りは偽物だった。投資家の中には、ホフマンたちに抗議の声を上げる者もいたが、紙幣を掴み取ろうと必死になる者もいた。ホフマンたちが投げ捨てた金額は30ドルから300ドル程度だったと言われている。ホフマンは、この行為は投資家たちが「普段やっていること」のメタファーだと述べた。当時のホフマンはメディアイベント（メディアで公開されることを前提として仕立てられた事件）という概念を持っておらず、このデモンストレーションの際にマスコミを呼んではいなかったが、その日の夕方には全世界で報じられた。この事件の後、ニューヨーク証券取引所は2万ドル（2021年の物価換算で約16万ドル）かけてギャラリーを囲む防弾ガラスを設置した。
ベトナム戦争にアメリカが本格的に参入するようになると、ホフマンは反戦運動に加わり、ベトナム戦争終結のための全米動員委員会(Mobe)に参加した。1967年10月21日、Mobeが主催したペンタゴン大行進にホフマンも参加し、リンカーン記念堂からペンタゴンへの5万人のデモ行進を先導した。デモ隊がペンタゴンに近づくと、ペンタゴンを警備する陸軍第82空挺師団の兵士がデモ隊の行方を塞ぎ、ペンタゴンの入口の階段に人間バリケードを築いた。ホフマンはその場で、ペンタゴンの空中浮揚を試み、念力によってペンタゴンがオレンジ色に変わり振動し始めれば、そのときにベトナム戦争は終結すると述べた。アレン・ギンズバーグはホフマンの念力を助けるために、チベットの呪文を唱えた。

### シカゴ・セブン裁判
1968年8月にシカゴで行われた民主党全国大会の期間中に暴動を煽動しようとしたとして、ホフマンは連邦政府から起訴された。このとき起訴されたホフマンら7人は「シカゴ・セブン」と呼ばれている。起訴の罪状は、ベトナム反戦に関連した暴動の煽動の企図、およびその目的のための州境の横断などだった。
ジュリアス・ホフマンが裁判長を務めた。ホフマンとジェリー・ルービンは法廷でしばしばふざけた態度をとり、その様子は広く報道された。あるときは法衣を着て出廷し、またあるときは真実証言の宣誓のために挙げた手の中指を立てていた。また、被告たちはホフマン裁判長を面と向かって侮辱した。アビー・ホフマンはホフマン裁判長に対し、「あなたはschande far di goyimだ。あなたはヒトラーにならもっと良く仕えられただろう」「あなたの正義についての考えは、この部屋（法廷）の中で唯一の鼻持ちならないものだ」と言った。
裁判にはアレン・ギンズバーグ、フィル・オックス、アーロ・ガスリー、ノーマン・メイラーなどの著名人が証人として呼ばれた。結審の際、ホフマンは「もし（エイブラハム・リンカーン）大統領が今生きていたら、シカゴのリンカーンパークで逮捕されていただろう」と述べた。
判決は1970年2月18日に出された。その際ホフマンは、裁判長に対しLSDを試してみるよう提案し、知り合いのフロリダの売人を紹介すると言った。ホフマンと他の4人の被告は、暴動を意図して州境を越えた罪について有罪となった。共謀罪については7人全員が無罪となった。5人の被告には、懲役5年と罰金5千ドル（2021年の物価換算で3万5千ドル）が言い渡された。。しかし、その後の控訴審で逆転無罪となり、司法省は上告を断念した。

### ウッドストック・フェスティバル
1969年8月15日から17日までの3日間（正確には8月15日午後から18日午前にかけての4日間）、ニューヨーク州サリバン郡ベセルで40万人もの観客を集めて開かれたウッドストック・フェスティバルで、ホフマンは17日の夜明け前にイングランドのロック・バンドのザ・フーのステージに乱入して、ホワイトパンサー党のジョン・シンクレアの投獄に反対する声を上げた。彼は曲と曲の間の一瞬の隙をついてギタリストのピート・タウンゼントのマイク・スタンドの所に駆け寄って、マイクをつかんで「このコンサートは馬鹿げている、こうしている間にもジョン・シンクレアは刑務所で腐っていく!」と叫んだ。次の曲の演奏の為にステージの後方でアンプの調整をしていたタウンゼントは、振り返ってホフマンを激しく罵り、彼にギターで殴りかかってステージから叩き出したと伝えられているが、タウンゼントは否定している。ドキュメンタリー映画を制作する為にフェスティバルの模様は撮影されていたが、この事件はカメラの交換中に起こったので映像は存在せず、音声だけがザ・フーのボックス・セット"Thirty Years of Maximum R&B"に収録されている。
タウンゼントは後に、シンクレアの投獄についてのホフマンの意見に賛成するが、彼は「ステージの神聖さ」、すなわち自分達が無関係のことに邪魔されずに演奏できるという権利を侵害しており、メッセージの内容に関わらず彼をステージから叩き出したと述べている。
1969年の著書『ウッドストック・ネーション』(Woodstock Nation)で、ホフマンはこの事件に言及し、当時はLSDによるバッドトリップ中だったと述べた。
1971年の著書『この本を盗め』(Steal This Book)の中で、ホフマンは読者に対し、ロックコンサートのステージに乱入して観客に対し自分のメッセージを発信することを勧めているが、「コンサートを中断させることは、あなたがメッセージを伝えようとしている人々に唾を吐くだけであり、顰蹙を買う」と述べている。なお、『この本を盗め』では金をかけずに生きる方法が提案されており、多くの読者がそのアドバイスに従って書店からこの本を盗んだため、多くの書店がこの本の取り扱いを拒否するようになった。このほか、ルービンやエド・サンダースとの共著による"Vote!"など、何冊かの本を刊行している。

## その後

### 逮捕と逃亡
1973年8月28日、ホフマンはコカインを販売・流通させようとした容疑で逮捕された。ホフマンは、潜入捜査官が自分を陥れて、コカインが入ったスーツケースを自分の事務所に仕掛けたと主張した。1974年春に保釈を受けたが、整形手術を受けて顔を変え、当局の監視から逃れた。
ホフマンが捜査当局のターゲットにされたのは、ホフマン自身のミスによるものだと考える者もいる。1998年、ピーター・コヨーテは次のように述べた。
FBIは我々の組織に潜入することはできませんでした。我々は全ての行動を匿名で行い、自分たちの行動が真正であることを望むからこそ、全てを無にしたのです。これはアビー・ホフマンが犯したミスです。彼はやって来て、我々とともに学び、我々は彼に全てを教えました。そして彼は戻って行った後、"Free"という本を書き、それに自分の名前を入れたのです! 彼はカウンターカルチャーのリーダーを自認していましたが、そのために破滅しました。大きなミスです。
逃走中のホフマンは、バリー・フリード(Barry Freed)という偽名を使ってニューヨーク州ファインビューのセントローレンス川沿いのリゾート地であるサウザンド・アイランド・パークの近くに住んでいた。その間、セントローレンス川の自然環境を守るキャンペーンのコーディネーターをしたり、"Crawdaddy!"という雑誌に紀行文を寄稿したりしていた。1980年9月4日、ABCのニュース番組『20/20』のバーバラ・ウォルターズとのインタビューを収録した後、警察に出頭した。ホフマンは懲役1年の判決を受けたが、4か月で釈放された。

### アクティビズムへの復帰

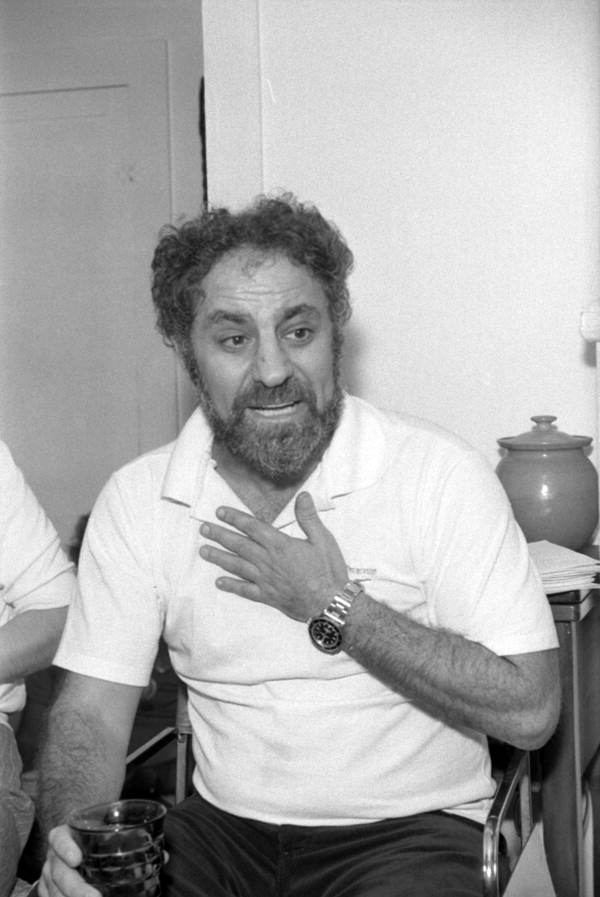
ホフマン（1989年、フロリダ州タラハシーにて）

1986年11月、ホフマンは、ジミー・カーター元大統領の娘のエイミー・カーターら14人とともに、マサチューセッツ大学アマースト校に不法侵入したとして逮捕された。彼らは、同校のキャンパスで行われたCIAの人材募集に抗議するために大学の敷地内に入っていた。弁護側は、同学の方針ではキャンパスでの勧誘は合法的な団体に限るとしており、CIAは違法行為をしているので大学の方針に反していると主張した。ラムゼイ・クラーク元司法長官や元CIA捜査官などは、CIAが、憲法のボランド修正に反して、ニカラグアのサンディニスタ政権に対抗するコントラの支援を行っていたと証言した。そのほか、ダニエル・エルズバーグや元コントラ指導者のエドガー・チャモロらがCIAの違法行為について証言した。最終弁論でホフマンは、自身の行動はアメリカの市民的不服従の伝統の中に位置づけられるものだと述べた。1987年4月15日、陪審員は全ての被告に対し無罪を宣告した。
1987年、ホフマンは自身の意見を次のようにまとめた。
あなたは一人の左翼活動家と話をしているのです。私は、世界の富と力の再分配を信じています。私は、全ての人が病院で治療を受けられるようになることを信じています。私は、世界で最も豊かな国にホームレスがいてはいけないと思います。そして私は、各国政府を威圧し、政治指導者を暗殺し、世界の少数独裁のために働き、自国の少数独裁を守るCIAが、あってはならないと信じています。
同年末、ホフマンはジョナサン・シルバースとともに"Steal This Urine Test"（この尿検査を盗め）を執筆した。この本は、薬物戦争の内幕を暴露し、その捜査を回避する方法について提案している。『パブリッシャーズ・ウィークリー』誌は、「広範囲かつ詳細な調査、事実と数字の弾幕により、この本は薬物検査環境についての決定的なガイドとなる」と評した。
ホフマンはオリバー・ストーン監督によるベトナム反戦運動を描いた映画『7月4日に生まれて』にカメオ出演した。作中でホフマンは、学生による反戦デモが催涙弾によって州警察に鎮圧される中、建物の上で旗を振っており、これは実質的にホフマン自身の役であった。『7月4日に生まれて』は1989年12月20日に公開されたが、その8か月前の1989年4月12日にホフマンは自殺した。ホフマンは1980年代後半になってなお、1960年代に活動した過激派の中で、未だにメディアから注目される数少ない人物だった。

## 私生活

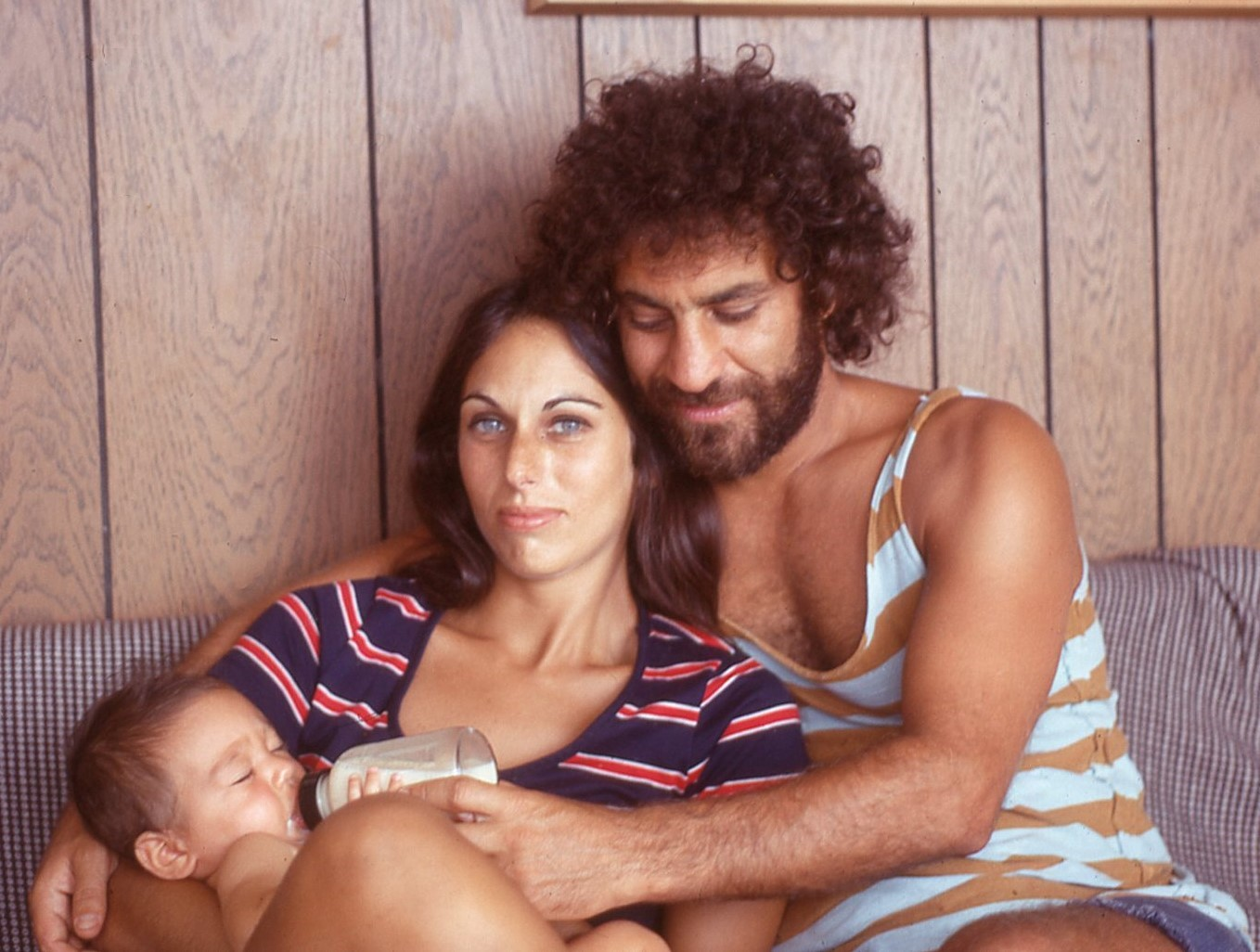
ホフマンと妻のアニタ・クシュナー、息子のアメリカ（1972年）

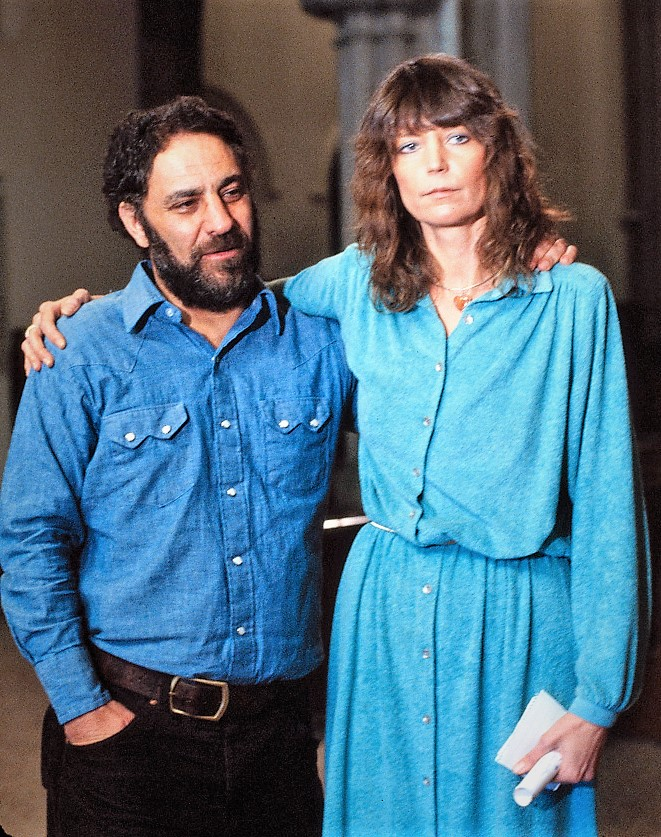
ホフマンとジョアンナ・ローレンソン（1981年）

大学院を修了してすぐの1960年5月、ホフマンは恋人のシェイラ・カークリン(Sheila Karklin)と結婚し、アンドリュー（Andrew、1960年 - ）とエイミー（Amy、1962年 - 2007年）の2人の子供をもうけた。エイミーは後にイリヤ(Ilya)を名乗り、2007年に自殺した。
1966年にシェイラと離婚し、1967年にアニタ・クシュナーと結婚した。アニタとの間に生まれた一人息子には、1文字目をあえて小文字にした"america"（アメリカ）と命名した。1974年の逃亡にアニタは同行せず、実質的な別居状態となったが、正式に離婚したのは出頭後の1980年だった。ホフマンの逃亡中は、ジョアンナ・ローレンソン(Johanna Lawrenson)が事実上の妻だった。
ホフマンの私生活はFBIの監視対象となっており、ホフマンに関する資料は13,262ページにも及ぶ。

## 死去
1989年4月12日、ペンシルベニア州バックス郡ソールベリーのアパートでホフマンが死亡しているのが発見された。52歳だった。死因は、フェノバルビタール150錠と酒を飲んだことによる過剰摂取だった。遺体の近くに200ページの手書きのメモが残されており、その時の彼の気分が主に記されていた。ホフマンは1980年に双極性障害と診断されていた。治療薬を最近変えたばかりであり、また、83歳の母親が癌と診断された（1996年に死去）ことで、かなり落ち込んでいたと伝えられている。また、ホフマンの親しい友人は、1960年代の左翼の動乱の反動で、1980年代には世の中が保守的になったことに対してホフマンが不満を漏らしていたと語った。1984年には、現代の若い世代が1960年代ほど抗議活動や社会活動に興味を示さないことに落胆の意を表明していた。
ホフマンの死は公式には自殺とされた。ホフマンの友人で、シカゴ・セブンの被告の一人であるデイヴィッド・デリンジャーはそれに異を唱え、ホフマンには将来の計画があったと述べた。検視官は、「あれだけ大量のフェノバルビタールを意図せずに服用することはあり得ない」として、自殺という決定を支持した。
ホフマンの葬儀は、死の1週間後に、マサチューセッツ州ウースターのホフマンが子供の頃に行っていたシナゴーグで行われ、千人以上の友人と家族が参列した。

## 作品

### 書籍
- Fuck the System (pamphlet, 1967) - ジョージ・メテスキーの偽名で書かれた
- Revolution For the Hell of It (1968, Dial Press)[44][45][46][47][48] published under the pseudonym "Free"
  - Revolution for the Hell of It: The Book That Earned Abbie Hoffman a 5 Year Prison Term at the Chicago Conspiracy Trial (2005 reprint, ISBN 1-56025-690-7)[49][50]
  - 日本語訳: アビー・ホフマン 著、砂川一郎 訳『イッピー!: アメリカの「若者革命」宣言』新書館、1971年。
- Woodstock Nation: A Talk-Rock Album (1969, Random House)
- Steal This Book (1971, Pirate Editions)
  - Steal This Book (1996 reprint, ISBN 1-56858-217-X)
  - Authorized online location
  - 日本語訳: アビー・ホフマン 著、小中陽太郎 訳『この本を盗め』都市出版社、1972年。
- Vote! A Record, A Dialogue, A Manifesto – Miami Beach, 1972 And Beyond (1972, Warner Books) by Hoffman, Jerry Rubin, and Ed Sanders
- To America With Love: Letters From the Underground (1976, Stonehill Publishing) by Hoffman and Anita Hoffman
  - To America With Love: Letters From the Underground (2000 second edition, ISBN 1-888996-28-5)
- Soon to Be a Major Motion Picture (1980, Perigee, ISBN 0-399-50503-2)
  - The Autobiography of Abbie Hoffman (2000 second edition, ISBN 1-56858-197-1)
- Square Dancing in the Ice Age: Underground Writings (1982, Putnam, ISBN 0-399-12701-1)
- Steal This Urine Test: Fighting Drug Hysteria in America (1987, Penguin, ISBN 0-14-010400-3) by Hoffman and Jonathan Silvers
- The Best of Abbie Hoffman (1990, Four Walls Eight Windows, ISBN 0-941423-42-5)
- Preserving Disorder: The Faking of the President 1988 (1999, Viking, ISBN 0-670-82349-X) by Hoffman and Jonathan Silvers

### レコード
- Abbie Hoffman and The Joint Chiefs of Staff. Wake Up, America! Big Toe Records (1971)[51][52]

## 出演

### インタビュー
- Ken Jordan interview from January 1989, published in Reality Sandwich, May 2007

### ドキュメンタリー映画
Hoffman is featured in interviews and archival news footage in the following documentaries:
- Last Summer Won't Happen (1968), film by Peter Gessner & Tom Hurwitz; "a sympathetic but not uncritical document of the East Village in New York during that year (1968), capturing the movement's internal conflicts and contradictions".[53][54][55]
- Hoffman's speech during the 1968 Democratic National Convention is featured in the 1970 Canadian fiction/documentary hybrid film, Prologue.[56]
- Breathing Together: Revolution of the Electric Family (1971)[57][58]
- Lord of the Universe (1974), satirical documentary, winner of the DuPont-Columbia Award in broadcast journalism, ISBN 0-89774-102-1[59][60]
- It Was 20 Years Ago Today (1987) Documentary about the year in which the Beatles' Sergeant Pepper's Lonely Hearts Club Band was released.[61]
- Growing Up in America (1988), documentary on radical politics in the 1960s, First Run Features[62]
- My Dinner with Abbie (1990).[63][64][65]
- My Name Is Abbie (1998), Hoffman's first interview after seven years in hiding, Mystic Fire Video, ISBN 1-56176-381-0[66]
- Phil Ochs: There but for Fortune (2010), biographical documentary on the life and times of the singer-songwriter, First Run Features[67][68]

### ドラマ映画
- 『7月4日に生まれて』（Born on the Fourth of July、1989年） - ケント州立大学銃撃事件をきっかけとしてシラキュース大学で起きた学生による反戦デモの主催者役で出演している。ホフマンは映画の公開前に死去しており、エンドクレジットにホフマンへの献辞が掲載された。

### テレビ
- Vanguard Press's 10th Anniversary Media Bash, February 17, 1988, Moderated by Peter Freyne. With Abbie Hoffman, Dave Dellinger, and Bernie Sanders.[69][70]
- The Coca Crystal Show: If I Can't Dance, You Can Keep Your Revolution, MANHATTAN CABLE TELEVISION, Public Access Cable TV, New York City.[71][72]

### ラジオ
- Abbie Hoffman on WMCA radio, 1971
- Abbie Hoffman on WBAI radio
  - August 27, 1968 telephone recording of speeches during the Chicago DNC protests broadcast by Bob Fass
- Abbie Hoffman – 1988 – Howard Stern Show

## 大衆文化において
- 1994年の映画『フォレスト・ガンプ』(Forrest Gump)では、リチャード・ダレッサンドロがホフマンの役を演じた。作中でホフマンは、リンカーン記念堂のリフレクティング・プールでの反戦集会で演説をしている。
- ホフマンの生涯を描いた伝記映画"Steal This Movie!"（この映画を盗め!）が2000年に制作され、ヴィンセント・ドノフリオがホフマンの役を演じた[73][74]。
- 2007年のドキュメンタリー・アニメ作品"Chicago 10"では、ハンク・アザリアがホフマンの役を演じた。
- 2010年の映画"The Chicago 8"では、トーマス・イアン・ニコラスがホフマンの役を演じた[75]。
- 2011年のオフ・ブロードウェイの舞台作品"Abbie"では、バーン・コーエン（英語版）がホフマンの役を演じた[76][77]。
- 2020年の映画『シカゴ7裁判』(The Trial of the Chicago 7)では、サシャ・バロン・コーエンがホフマンの役を演じた。コーエンは、第93回アカデミー賞で助演男優賞にノミネートされた。